# Édith Huyghe
Pour les articles homonymes, voir Huyghe.
Édith Huyghe, née Bernard le 16 mars 1954 à Villognon où elle est morte le 27 avril 2014, est une journaliste française. Elle a notamment coécrit plusieurs livres avec son époux, le médiologue François-Bernard Huyghe.

## Biographie
Édith Huyghe, née en 1954, est d'origine charentaise. Après avoir travaillé dans la presse équestre et dans une agence de communication, elle est en poste avec son mari au service culturel français à Venise en 1990. Cela donne au couple l'opportunité de participer à des expéditions de l'Unesco consacrées aux « Routes de la Soie, routes de dialogue », la première étant  une expédition maritime reliant Venise à Osaka en 1990/1991. Elle est suivie d'une expédition par la route terrestre vers Achgabat-Alma-Ata en 1991.
Elle écrit avec son mari François-Bernard Huyghe plusieurs livres sur le thème de ces routes et leurs rôles dans la rencontre des civilisations: routes de la soie, des épices, ou des tapis. Ils ont également écrit, dans la même perspective, des ouvrages sur les cosmogonies et les images du monde, et sur l’histoire des secrets techniques.
Avec Petite histoire des lieux de débauche en 2010, Édith Huyghe explore les fantasmes des hommes et leurs mises en scène des origines au XVIIIe siècle.

## Publications
- Avec René Huyghe, Léonard de Vinci, le cheval et la puissance, Paris, Favre, 1990.
- Avec François-Bernard Huyghe, Les empires du mirage, Paris, Robert Laffont, 1993.
- Avec François-Bernard Huyghe, Les coureurs d'épices, Paris, J.-C. Lattès, 1995.
- Avec François-Bernard Huyghe, Images du monde, Paris, J.-C. Lattès, 1999.
- Avec François-Bernard Huyghe, Histoire des secrets : de la guerre du feu à l'Internet, Paris, Hazan, 2000.
- Avec François-Bernard Huyghe, Les Routes du tapis, Paris, Gallimard, coll. « Découvertes Gallimard / Arts », no 462, 2004.
- Avec François-Bernard Huyghe, La Route de la soie, Paris, Payot, 2006.
- Petite histoire des lieux de débauche, Paris, Payot, 2010.

## Prix
- Prix Louis-Castex 1994.
- Prix des intellectuels indépendants 1994.